# 地球質量
地球質量（ちきゅうしつりょう、英: Earth mass）は、地球1つ分の質量を単位としたものである。M🜨 という記号で表され、1 M🜨 = 5.9724(3)×1024 kg である。地球質量は、主に岩石惑星の質量を表現するのに使われる。
衛星、人工衛星および探査機の軌道より、地心重力定数 GE など惑星の質量と万有引力定数の積 GM は精度良く算出することが可能であるが、万有引力定数の値自体の測定精度が低いため質量の精度も低くなる。しかし惑星間の相対的な質量の比率は GM を比較すればよく、精度は高い。

太陽系の4つの地球型惑星は、以下の地球質量に相当する。
| 惑星 | 地球質量=1 | GM / km3⋅s−2     |
| ---- | ---------- | ---------------- |
| 水星 | 0.05527    | 22032.09±0.91    |
| 金星 | 0.8150     | 324858.15±0.17   |
| 地球 | 1.0000     | 398600.434±0.002 |
| 火星 | 0.1074     | 42828.3±0.1      |